# Orange Range
ORANGE RANGE (オレンジレンジ Orenji Renji?), es una banda de Rock Alternativo originarios de Okinawa, Japón. Cultivan un estilo de Hip hop con Rock y Pop. Formada en 2001, empezando con la discográfica Spice Music, para luego después unirse a Sony Music Japan en 2003.

## Integrantes
Miembros Actuales
- HIROKI - Hiroki Hokama - (29 de junio de 1983), voz media.
- YAMATO - Yamato Ganeko - (14 de enero de 1984), voz alta.
- NAOTO - Naoto Hiroyama - (8 de mayo de 1983), guitarra (Líder).
- YOH - Yoh Miyamori - (11 de diciembre de 1983), bajo.
- RYO - Ryo Miyamori - (1 de octubre de 1985), voz baja (hermano menor de YOH MIYAMORI)

Antiguos Miembros.
- KATCHAN - Kazuhito Kitao - (19 de junio de 1983), batería.

## Historia
En 2001 no eran más que simples alumnos de secundaria, pero tenían un antecedente cultural y, en particular, musical especialmente rico, pero que nada predisponía a que se convirtieran en estrellas. Actualmente, su segundo álbum ha superado los 2,7 millones de ejemplares vendidos, mientras que todos sus sencillos se coronan con éxito a pesar de su ritmo constante e imparable. Y como culminación, se les eligió artistas del año 2004. El éxito de ORANGE RANGE es todo un hecho, seguramente por su autenticidad y su proximidad a lo que son los jóvenes japoneses de hoy, por las referencias musicales y un deseo de apertura cultural así como una mentalidad nada elitista y un look que permanece cercano al de su público. También por la alegría de vivir que contagian las canciones de este grupo, mezclando con destreza rock, funk, pop y disco. ORANGE RANGE parece pues que tiene un éxito duradero asegurado, a condición, no obstante, de que lleguen a preservar su imagen de una comercialización en exceso como la que reina en el universo de la música nipona.

## Discografía

### Sencillos
| #  | Título                                                           | Fecha lanzamiento      |
| -- | ---------------------------------------------------------------- | ---------------------- |
| 1  | "Kirikirimai" (キリキリマイ?)                                    | 4 de junio, 2003       |
| 2  | "Shanghai Honey" (上海ハニー?)                                   | 16 de julio, 2003      |
| 3  | "Viva★Rock" (ビバ★ロック?)                                       | 23 de octubre, 2003    |
| 4  | "Rakuyō" (落陽?)                                                 | 27 de noviembre, 2003  |
| 5  | "Michishirube: A Road Home" (ミチシルベ～a road home～?)         | 25 de febrero, 2004    |
| 6  | "Locolotion" (ロコローション?)                                   | 9 de junio, 2004       |
| 7  | "Chest" (チェスト?)                                              | 25 de agosto, 2004     |
| 8  | "Hanna" (花?)                                                    | 20 de octubre, 2004    |
| 9  | "* ~ASTERISK~" (＊〜アスタリスク〜?)                             | 23 de febrero, 2005    |
| 10 | "Love Parade" (ラヴ・パレード?)                                  | 25 de mayo, 2005       |
| 11 | "Onegai! Señorita"" (お願い！セニョリータ?)                      | 18 de junio, 2005      |
| 12 | "Kizuna" (キズナ?)                                               | 24 de agosto, 2005     |
| 13 | "Champione" (チャンピオーネ?)                                    | 10 de mayo, 2006       |
| 14 | "UN ROCK STAR"                                                   | 30 de agosto, 2006     |
| 15 | "SAYONARA"                                                       | 25 de octubre, 2006    |
| 16 | "Ika Summer" (イカSUMER?)                                        | 25 de abril, 2007      |
| 17 | "Ikenai Taiyō" (イケナイ太陽?)                                   | 18 de julio, 2007      |
| 18 | "Kimi Station" (君station?)                                      | 3 de marzo, 2008       |
| 19 | "O2"                                                             | 28 de mayo, 2008       |
| 20 | "Oshare Banchou feat. Soy Sauce" (おしゃれ番長 feat.ソイソース?) | 12 de noviembre, 2008  |
| 21 | "Hitomi no Saki ni" (瞳の先に?)                                  | 8 de julio, 2009       |
| 22 | "Uturusanu" (ウトゥルサヌ?)                                      | 28 de julio, 2010      |
| 23 | "Ya Ya Ya" (ヤーヤーヤー?)                                       | 28 de septiembre, 2010 |
| 24 | "one"                                                            | 15 de abril, 2011      |

### Álbumes
| # | Título              | Fecha lanzamiento     |
| - | ------------------- | --------------------- |
| 1 | "1st CONTACT"       | 17 de diciembre, 2003 |
| 2 | "musiQ"             | 1 de diciembre, 2004  |
| 3 | "ИATURAL"           | 12 de octubre, 2005   |
| 4 | "ORANGE RANGE"      | 6 de diciembre, 2006  |
| 5 | "PANIC FANCY"       | 9 de julio, 2008      |
| 6 | "world world world" | 5 de agosto, 2009     |
| 7 | "orcd"              | 20 de octubre, 2010   |
| 8 | "NEO POP STANDARD"  | 18 de abril, 2012     |

### Otros álbumes
| # | Título                        | Fecha lanzamiento    |
| - | ----------------------------- | -------------------- |
| 1 | "Squeezed"                    | 12 de abril, 2006    |
| 2 | "ORANGE"                      | 25 de julio, 2007    |
| 3 | "RANGE"                       | 25 de julio, 2007    |
| 4 | "Ura Shopping" (裏 SHOPPING?) | 3 de diciembre, 2008 |
| 5 | "All the Singles"             | 14 de julio, 2010    |